# Ville Platte
Ville Platte är administrativ huvudort i Evangeline Parish i Louisiana. Vid 2010 års folkräkning hade Ville Platte 7 430 invånare.